# Ciclone Innis (2009)
O ciclone tropical Innis (designação do JTWC: 15P; conhecido simplesmente como ciclone Innis) foi um ciclone tropical que afetou Vanuatu e a Nova Caledônia em meados de fevereiro de 2009. Sendo o décimo ciclone tropical e o segundo sistema dotado de nome da temporada de ciclones no Pacífico sul de 2008-2009, Innis formou-se de uma área de perturbações meteorológicas entre Fiji e Vanuatu em 13 de fevereiro. Imediatamente o Centro Meteorológico Regional Especializado (CMRE) de Nadi classificou o sistema para a perturbação tropical 10F, e classificou o sistema para uma depressão tropical no dia seguinte. O sistema continuou a se organizar lentamente, e se tornou o ciclone tropical "Innis" em 17 de fevereiro, assim que atingia a Nova Caledônia. A partir de então, a tendência de intensificação do ciclone foi interrompida pela piora das condições meteorológicas. Com isso, Innis logo alcançou seu pico de intensidade, com ventos máximos sustentados de 75 km/h, segundo o Joint Typhoon Warning Center (JTWC), ou 65 km/h, segundo o CMRE de Nadi, e uma pressão central mínima de 990 mbar. A partir de então, Innis começou a se enfraquecer rapidamente devido às condições meteorológicas desfavoráveis, e se tornou um ciclone extratropical assim que entrou em contato com a zona baroclínica e com águas mais frias. Ao mesmo tempo, o sistema adentrou a área de responsabilidade do Centro de Aviso de Ciclone Tropical (CACT) de Wellington, Nova Zelândia, que emitiu seu aviso final sobre o sistema durante as primeiras horas da madrugada (UTC) de 18 de fevereiro, o JTWC fez o mesmo horas depois.
O ciclone causou apenas danos mínimos em algumas ilhas do Oceano Pacífico sul. Nenhum incidente mais sério foi relatado em associação aos efeitos do ciclone Innis durante a sua passagem por Vanuatu e pela Nova Caledônia.

## História meteorológica

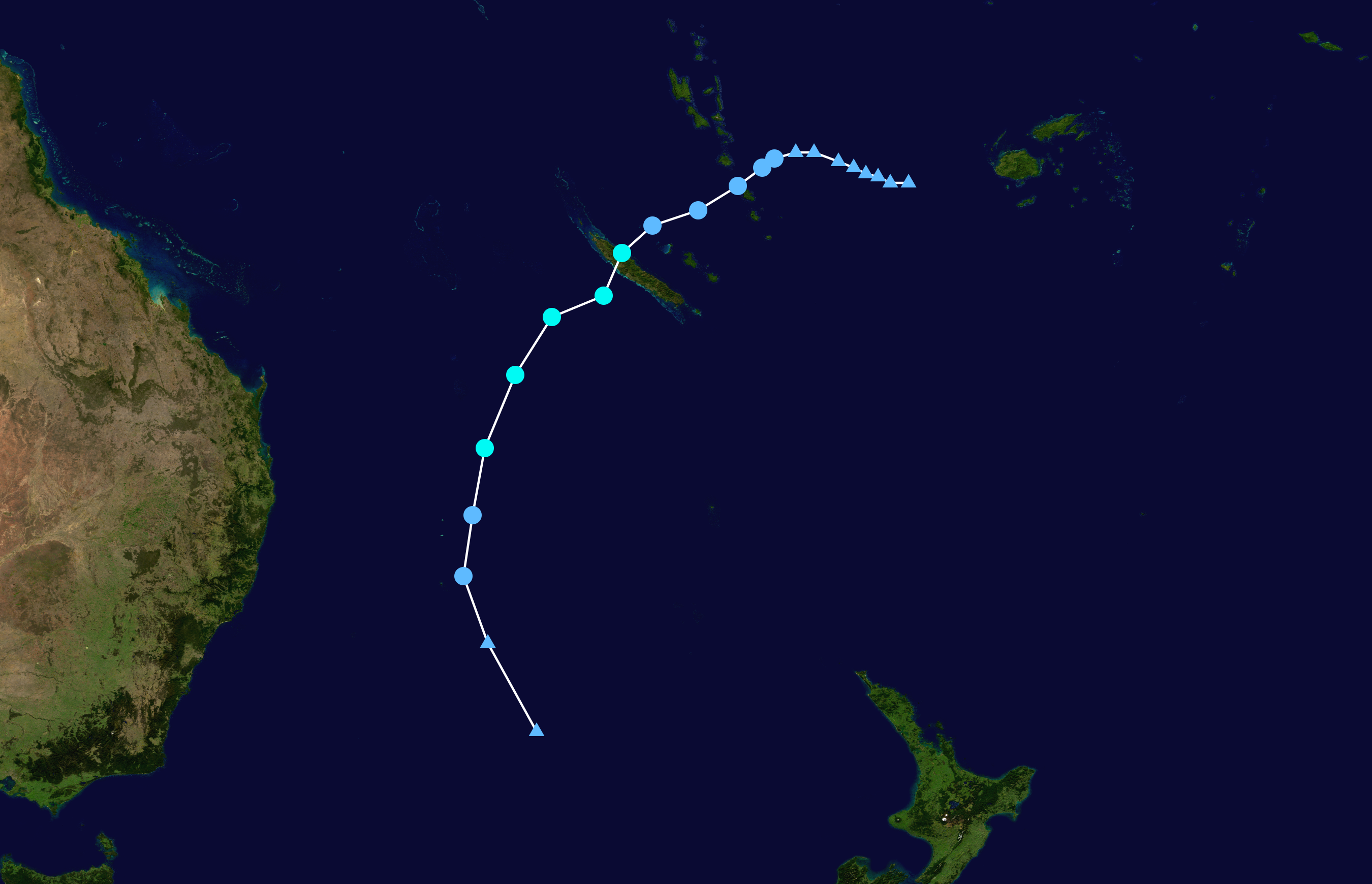
O caminho de Innis

Uma área de perturbações meteorológicas que persistia entre Vanuatu e as ilhas Fiji, no Oceano Pacífico sul, começou a mostrar sinais de organização em 13 de fevereiro. Naquele mesmo dia, o Centro Meteorológico Regional Especializado (CMRE) de Nadi classificou o sistema como a perturbação tropical "10F". O sistema começou a se consolidar lentamente no dia seguinte, e naquela noite (UTC), o CMRE de Nadi classificou o sistema para uma depressão tropical. Inicialmente, a perturbação apresentava ainda uma fraca circulação ciclônica de baixos níveis, com poucas áreas de convecção profunda associadas. Além disso, o sistema estava situado numa área com condições meteorológicas razoáveis, com bons fluxos de saída induzidos por difluência atmosférica de altos níveis, o que favorecia a sua intensificação. Porém, a perturbação era ao mesmo tempo abatida por cisalhamento do vento moderado, o que impedia o sistema de se organizar rapidamente. No entanto, a partir da noite (UTC) de 15 de fevereiro, as condições meteorológicas melhoraram; o deslocamento de uma área de baixa pressão a noroeste da perturbação provocou a melhora dos fluxos de saída. Com isso, novas áreas de convecção profunda se formaram em associação ao sistema, provocando a consolidação de sua circulação ciclônica de baixos níveis. Com isso, o Joint Typhoon Warning Center (JTWC) emitiu um Alerta de Formação de Ciclone Tropical (AFCT) sobre o sistema ainda naquela noite, que significava que o sistema poderia se tornar um ciclone tropical significativo dentro de um período de 12 a 24 horas. O alerta não se concretizou imediatamente, e o sistema parou de se organizar em 16 de fevereiro devido aos efeitos do cisalhamento do vento moderado, que deslocavam suas áreas de convecção profunda para o quadrante sudeste de sua circulação ciclônica, deixando o centro ciclônico parcialmente livre de nuvens. Porém, o sistema não se deteriorou devido aos bons fluxos de saída, melhorados pela formação de um anticiclone de altos níveis sobre a perturbação. Com isso, o JTWC repetiu o AFCT naquela noite. As condições meteorológicas favoráveis persistiram, e o JTWC classificou o sistema como um ciclone tropical significativo durante a madrugada (UTC) de 17 de fevereiro, atribuindo-lhe a designação "15P".
Seguindo para sudoeste através da periferia noroeste de uma alta subtropical, o ciclone fez landfall na ilha da Nova Caledônia logo depois. Ainda naquela manhã, o CMRE de Nadi classificou o sistema para o segundo ciclone tropical significativo da temporada, atribuindo-lhe o nome "Innis". No entanto, a tendência de intensificação de Innis começou a ser interrompida ainda naquele dia, com o aumento do cisalhamento do vento associado com a aproximação de um cavado baixa pressão de médias latitudes a sudoeste do sistema. A aproximação do cavado também enfraqueceu a alta subtropical que guiava o ciclone, que começou a seguir rapidamente para sul. Com isso, Innis atingiu seu pico de intensidade ainda naquela noite (UTC), com ventos máximos sustentados de 75 km/h.
A partir de então, Innis começou a se enfraquecer rapidamente assim que seguia velozmente para sul-sudoeste. O ciclone ficou altamente desorganizado depois que cisalhamento do vento moderado a forte, associado ao cavado de médias latitudes, deslocou as suas áreas de convecção para longe do centro ciclônico de baixos níveis do sistema. Além disso, o cavado prejudicou os fluxos de saída do ciclone, impedindo a formação de novas áreas de convecção profunda e consequentemente diminuindo a intensidade de Innis. Innis logo alcançou regiões oceânicas com temperaturas de superfície desfavoráveis, abaixo de 26°C, assim que deixou a área de responsabilidade do CMRE de Nadi, que emitiu seu aviso final ainda na noite de 17 de fevereiro. Ao mesmo tempo, o ciclone começou a se interagir com a zona baroclínica, que deu início à transição extratropical do sistema. A transição para um ciclone extratropical se completou durante as primeiras horas (UTC) de 18 de fevereiro, quando o Centro de Aviso de Ciclone Tropical (CACT) de Wellington, Nova Zelândia, emitiu seu aviso final sobre o sistema assim que Innis adentrou a sua área de responsabilidade. Logo em seguida, o JTWC também emitiu seu aviso final sobre o sistema. Ainda em 18 de fevereiro, o sistema remanescente de Innis adentrou a área de responsabilidade do CACT de Brisbane, Austrália, que classificou o sistema como a baixa tropical 14U. No entanto, o sistema voltou para área de responsabilidade do CACT de Wellington mais tarde naquele dia.

## Preparativos e impactos
Assim que o sistema foi classificado para a depressão tropical 10F, o Centro Meteorológico Regional Especializado (CMRE) de Nadi emitiu um alerta de fortes ventos para Vanuatu. Segundo o CMRE de Nadi, o sistema poderia trazer ventos com intensidade de "ventania" na escala Beaufort assim que o centro do sistema passasse sobre aquele país. Além disso, o CMRE de Nadi também alertou sobre o perigo de chuvas torrenciais em Vanuatu durante a passagem da depressão, principalmente na região em torno das ilhas de Efate e Erromango. Logo após a passagem da depressão sobre Vanuatu, os alertas e avisos para aquele país foram descontinuados. Ainda em 16 de fevereiro, Nova Caledônia entrou em alerta laranja com a aproximação da depressão, que era previsto chegar em cerca de 24 horas depois da emissão do alerta. Alertas de tempestade também foram emitidos para a ilha Lord Howe e para partes da Nova Zelândia depois que Innis se tornou um ciclone extratropical.
Nova Caledônia sofreu apenas danos mínimos durante a passagem do sistema sobre a ilha em 17 de fevereiro. Não há relatos de danos associados aos ventos da tempestade naquela ilha, e as chuvas associadas foram relativamente fracas. Cerca de 70 mm de precipitação foram registrados na localidade de Tontouta. Além disso, a cidade de Poindimié relatou 22,2 mm de chuva, enquanto que Noumea registrou apenas 10,4 mm. Foram também relatadas chuvas na ilha Lord Howe e em partes da Nova Zelândia, associadas ao sistema extratropical remanescente de Innis. Porém, nenhum impacto associado aos efeitos de Innis nestas regiões foi relatado.